# Alargador eléctrico

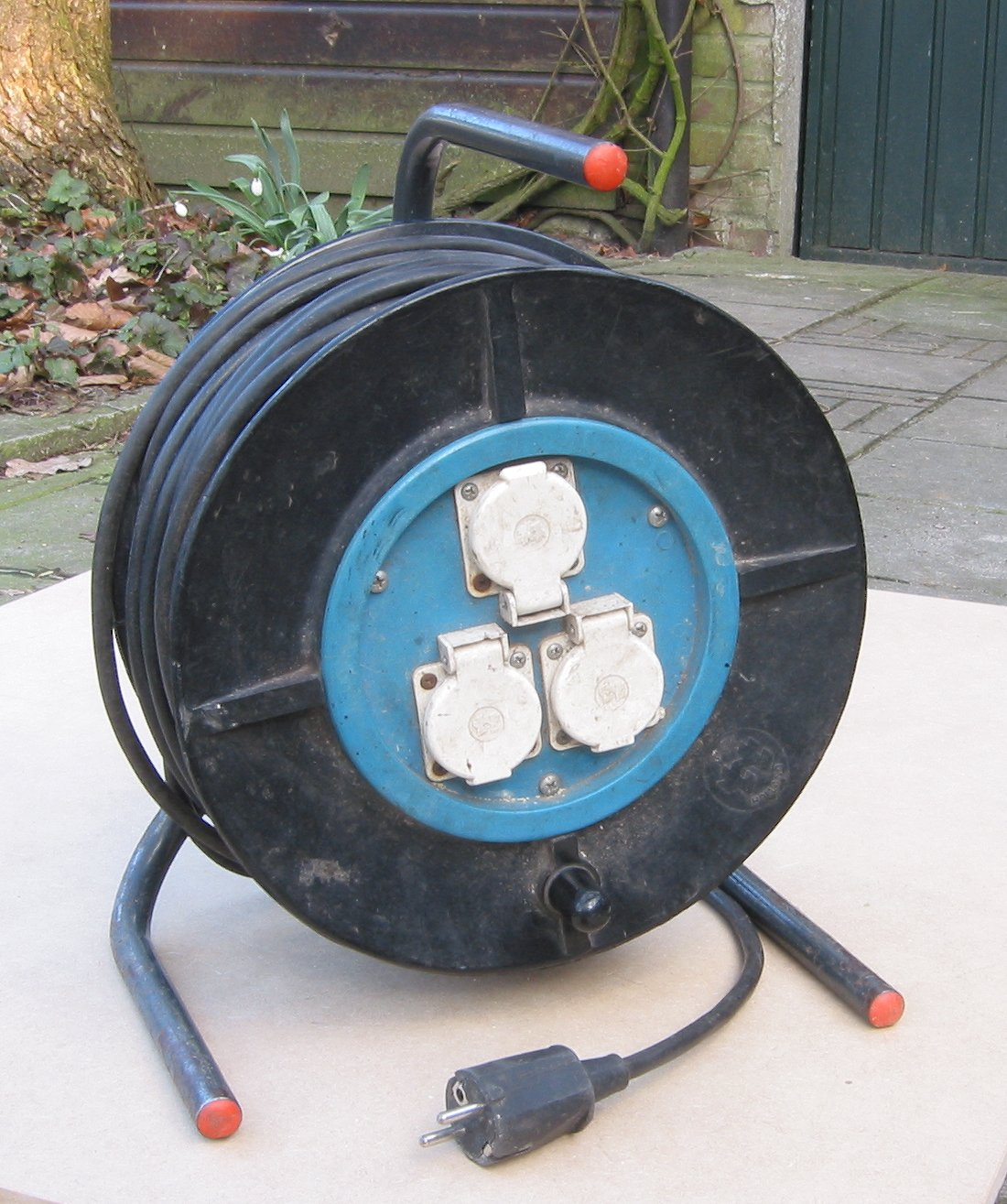
Ejemplo de alargador eléctrico.

Un alargador eléctrico, alargadera, prolongador eléctrico,  extensión eléctrica, cable de extensión o alargue es un segmento de cable eléctrico flexible, con una clavija de enchufe en uno de sus extremos y una o varias tomacorrientes en el otro (normalmente del mismo tipo que el enchufe). El término se utiliza habitualmente para extensiones de cable eléctrico de uso doméstico, pero también es válido para referirse a otro tipo de extensiones de cable (de red, telefónico, cable USB ...). Si el enchufe o conector de uno de los extremos es de un tipo diferente al del otro extremo, más que alargador debe llamarse cable adaptador.  
Un múltiple es un bloque con varias tomacorrientes (normalmente 3 o más, colocadas en línea). El múltiple se puede insertar en uno de los extremos del alargador, denominándose habitualmente alargador, alargador eléctrico o alargador múltiple a todo el conjunto.

## Aviso de seguridad
En los de tipo enrollado, para evitar el sobrecalentamiento del cable si se utiliza para potencias altas (especialmente con cargas inductivas), se recomienda desenrollarlo totalmente.